# Theagenes från Thassos
Theagenes från Thassos var en antik grekisk pankratist och boxare från det tidiga 400-talet f.kr. Han var född i staden Thassos på ön med samma namn i Egeiska havet.

## Idrottskarriär
Theagenes hade en lång och framgångsrik idrottskarriär. Han vann två kronor (segrar) i de olympiska spelen. En i boxning år 480 f.kr. och en i pankration 476 f.kr. I de 75:e olympiska spelen (480 f.kr.) ställde han upp i både boxning och pankration. I boxningsfinalen var hans motståndare Euthymos från Lokri som var regerande mästare. Theagenes vann men kampen tröttade ut honom så mycket att han fick dra sig ur pankrationtävlingen. För det fick han betala dryga böter och även till Euthymos eftersom man ansåg att Theagenes ställt upp i boxningen enbart för skymfa Eutymos. Theagenes vann tre gånger de pythiska spelen i boxning, nio gånger boxningen i de isthmiska spelen och där även en gång i pankration, samt boxningen nio gånger i de nemeiska spelen. De antika källorna varierar lite men säger att Theagenes sammanlagt vann 1200 till 1400 tävlingar. Det innebär att han måste ha tillbringat stora delar av sitt liv på resande fot mellan olika tävlingar. Vid tävlingar i thessaliska Phthia så stod han över boxning och pankration och vann istället tävlingen i långdistanslöpning.

## Berättelser om Theagenes
Theagenes far skall ha varit en Herakles-präst. Hans son gavs namnet Diolympos som minne av Theagenes framgångar i de olympiska spelen. Efter Theagenes död så kom befolkningen i Thassos att tillbe honom som gudomlig, vilket har bekräftats av arkeologiska fynd. En legend berättar om hur en av Theagenes fiender efter dennes död fick utlopp för sin ilska genom att välta en staty föreställande Theagenes. Statyn föll dock på mannen och krossade honom. Folket i Thassos slängde då statyn i havet men retade därigenom upp gudarna, varför man drabbades av missväxt. På råd från det Delfiska oraklet så fiskade man upp statyn och ställde tillbaka den på sin plats och återupptog kulten. Theagenes tillskrevs även magiska helarkrafter.